# География Израиля
Израиль находится на юго-западе Азии, на восточном побережье Средиземного моря (береговая линия — 230 км). На севере граничит с Ливаном, на северо-востоке — с Сирией, на востоке — с Иорданией, на юго-западе — с Египтом. На юге находится Красное море (береговая линия — 12 км).
Протяжённость страны с севера на юг — 470 км, с востока на запад в самом широком месте — 135 км. Общая протяжённость границ Израиля — 1125 км.
Площадь Израиля внутри границ и линий прекращения огня, включая территорию палестинской автономии, — 27,8 тыс. км², из которых 6,22 тыс. км² приходятся на Иудею, Самарию и сектор Газа, занятые Израилем в ходе войны 1967 г.

## Физико-географические районы
Израиль обычно подразделяют на четыре физико-географических района: Израильская прибрежная равнина, Центральные холмы, Иорданская рифтовая долина и пустыня Негев.

### Израильская прибрежная равнина
Прибрежная равнина протянулась вдоль Средиземного моря от границы с Ливаном на севере до Сектора Газа на юге, и прерывается лишь горой Кармель у залива Хайфа. Эта равнина довольно узкая, от 5 км у границы с Ливаном до 40 км в Секторе Газа. Прибрежная равнина, довольно плодородная и влажная, исторически была опасной из-за малярии. Здесь широко выращиваются цитрусы и виноград. Равнину пересекают несколько коротких ручьёв, из которых имеют постоянное течение всего два: Яркон и Кишон.
Этот район обычно разделяют на пять отдельных частей. Западная Галилея простирается от поселения Рош-ха-Никра на севере до города Хайфа на юге. Это плодородный район; береговая линия залива Хайфа очень изрезана, с многочисленными небольшими островками неподалёку. Остальная часть береговой линии изрезана слабо и не имеет естественных гаваней. Южнее Хайфы находится район Хоф-ха-Кармель (побережье Кармель), простирающаяся узкой полосой (1-4 км шириной) до города Зихрон-Яаков. Южнее находится равнина Шарон, протянувшаяся к ручью Яркон и городу Тель-Авив; это густонаселённый район Израиля. К югу до поселения Нахаль-Шикма простирается Центральная прибрежная равнина. Самая южная часть прибрежной равнины простирается до Сектора Газа и известна как Шфела, Иудейская равнина или Западный Негев. Северная часть этого участка, Восор, покрыта саваннами и довольно плотно заселена, тогда как южная часть, Агур-Халуца, населена очень редко.

### Центральные холмы

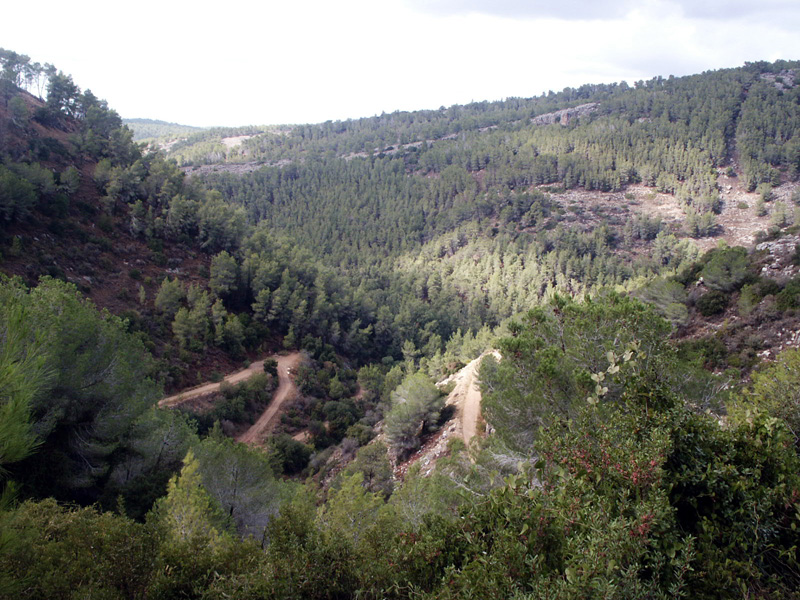
Холмы Иудеи возле Иерусалима

К востоку от Прибрежной равнины протянулась полоса гор и холмов. На севере эти горы образуют плато (нагорье) Галилея (которая, в свою очередь, делится на верхнюю и нижнюю) — повышенную равнину высотой в среднем 600—700 м, максимальная точка — гора Мерон (1208 м). Горы имеют складчато-глыбовое строение, однако в рельефе складчатость не очень выражена. Наибольшее влияние на формирование рельефа оказали поздние геологические процессы, прежде всего разломы и глыбы. Крутые склоны массивов во многих районах прорезаны узкими и глубокими долинами.
К югу от Галилеи, на территории Западного берега реки Иордан, находятся холмы Самарии высотой около 800 м, разделённые многочисленными плодородными долинами, такими как Изреель. Южнее Иерусалима, также на территории Западного берега, находятся холмы Иудеи, включающие гору Хеврон. Высота этих холмов в среднем 610 м.

### Иорданская рифтовая долина
К востоку от полосы центральных холмов находится Иорданская рифтовая долина, часть Великой рифтовой долины, протянувшаяся на 6500 км от Сирии до Восточной Африки. В Израиле в долине находятся река Иордан, озеро Кинерет (важный источник пресной воды региона) и Мертвое море. Река Иордан является крупнейшей рекой Израиля, её длина — 322 км. Река начинается в месте слияния рек Дан, Банияс и Хасбани у горы Хермон в хребте Антиливан и течёт на юг через долину Хула к Тивериадскому озеру, расположенному на высоте 213 м ниже уровня моря. Озеро имеет объём около 3 км3 и служит главным резервуаром для Национального водопровода. К югу от этого озера течёт река Иордан, формируя государственную границу между Западным берегом и Иорданией, и впадает в очень солёное Мертвое море, окружённое с запада Иудейской пустыней. Мёртвое море расположено на высоте 420 м ниже уровня моря — это самая низкая точка суши в мире. К югу от Мёртвого моря рифтовая долина продолжается в виде долины Арава, в которой нет постоянных рек, к Акабскому заливу Красного моря.

### Пустыня Негев

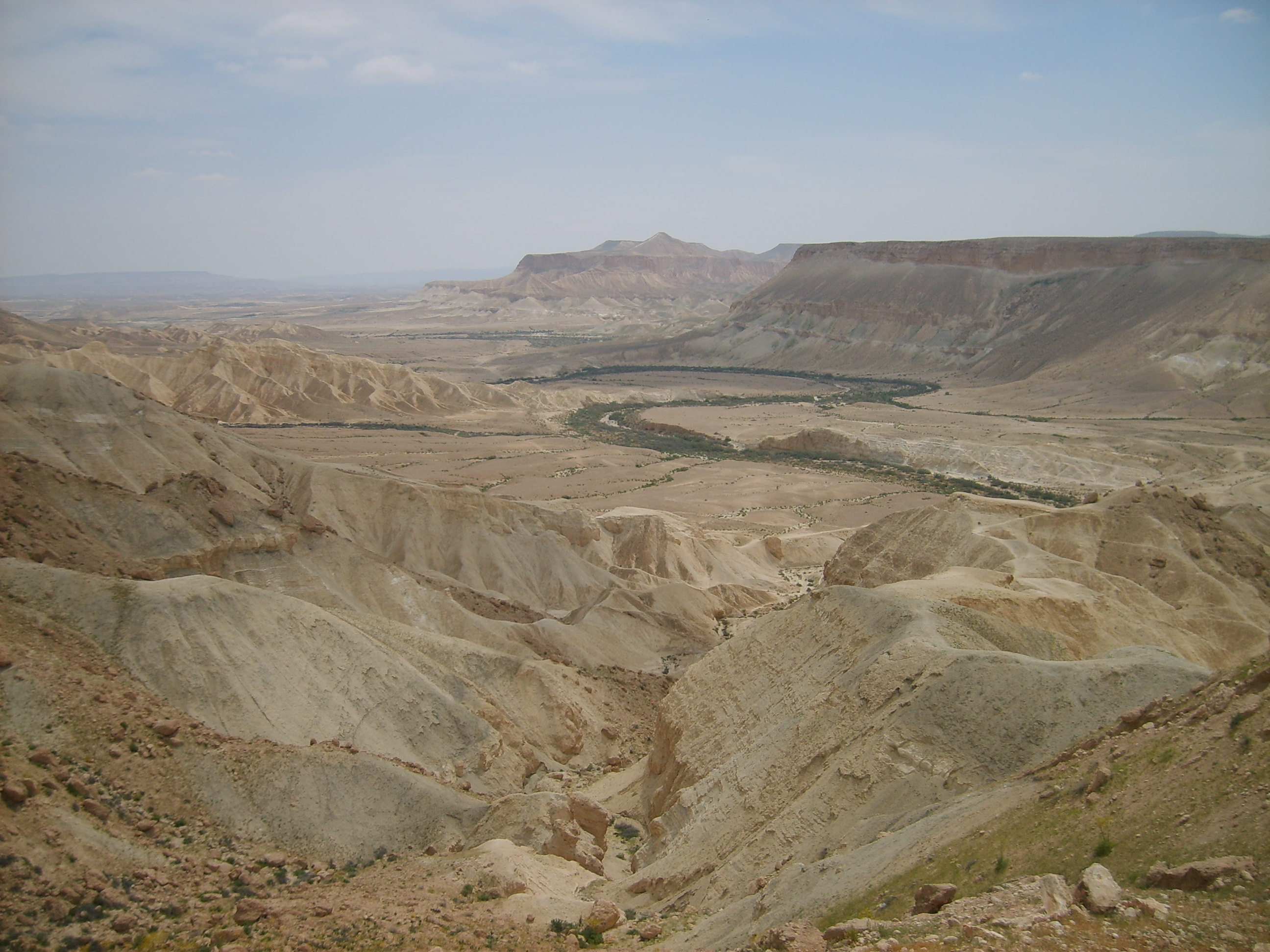
Пустыня Негев

Всю южную часть страны занимает пустыня Негев, покрывающая площадь 12 тыс. км² — около половины территории Израиля. Географически Негев, являясь продолжением Синайской пустыни, формирует большой треугольник с основанием вдоль линии между городом Беэр-Шева, Мёртвым морем и холмами Иудеи, и с вершиной возле города Эйлат на южном конце страны. Уникальной особенностью этого района являются несколько кратерообразных формаций — «махтеш»: Махтеш-Рамон, Махтеш-Гадоль и Махтеш-Катан.
Пустыня немного перекрывается с другими топографическими районами страны, включая низменности на западе, холмы в центре и долину Арава на востоке. Часто на её территории выделяют пять экорегионов: северный, западный, центральный Негев, высокогорье и долину Арава. Северный Негев ежегодно получает около 300 мм осадков и имеет относительно плодородные почвы. Западный Негев получает около 250 мм осадков, его почвы более песочные. Центральный Негев получает около 200 мм осадков, почвы здесь сухие, непроницаемые для воды, отчего эрозия почвы значительнее. Высокогорье Рамат-ха-Негев находится на высоте между 370 и 520 м над уровнем моря, зимние и летние температуры здесь наиболее экстремальные. Эта территория получает около 100 мм осадков ежегодно, почвы бедные и засоленные. Долина Арава на границе с Иорданом сухая, здесь ежегодно выпадает около 50 мм осадков.

## Геологическое строение

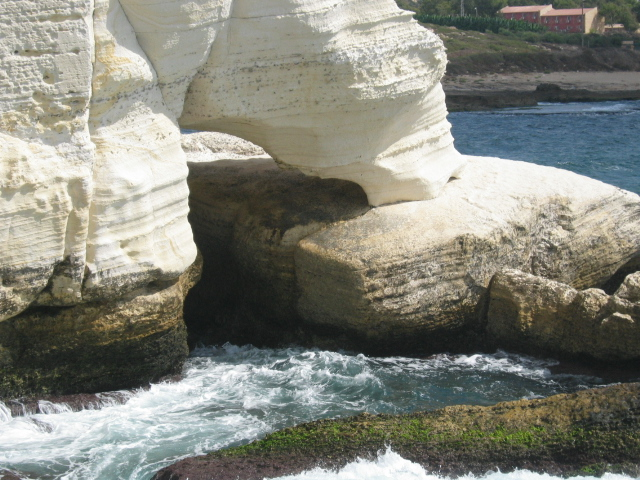
Известняковый грот Рош-ха-Никра

Израиль разделён с севера на юг горным хребтом, протянувшимся параллельно побережью; Иерусалим находится на вершине этого хребта. С востока страну ограничивает большой грабен, приведший к образованию Иорданской рифтовой долины.
Территория страны образована преимущественно породами мезозоя, третичной и четвертичной систем. Наиболее широко распространены верхнемеловые отложения, представленные известняками, мергелями и доломитами, имеющими мощность до 750 м. Третичные отложения (известняки и песчаники) распространены в прибрежной части и на плато Галилея. В израильской части долины реки Иордан встречаются мощные аллювиальные образования. На севере у побережья также значительные отложения мела, из которого сформированы такие формации, как Рош-ха-Никра.
Вдоль известняковых слоёв большое количество воды стекает на восток, образуя несколько источников у Мёртвого моря, вокруг каждого из которых возник оазис — в частности, населённые оазисы Эйн-Геди и Эйн-Бокек.
Из-за того, что известняки легко размываются водой, в этих слоях получили широкое развитие карстовые процессы. Хотя карстовых пещер здесь много, только одна открыта для посетителей. Также на территории Израиля много небольших естественных пещер, исторически использовавшиеся как укрытия, склады, места собраний.

## Климат
Климат Израиля субтропический средиземноморского типа, с сухим жарким летом и мягкой дождливой зимой. Летом преобладает тропический воздух, зимой он чередуется с воздушными массами умеренных широт. Рельеф значительно обусловливает многообразие климатических условий в различных районах страны.
Среднегодовое количество осадков резко спадает с запада на восток и с севера на юг: от 1 000 мм в Верхней Галилее до 30 мм в районе Эйлата и от 500 мм в центральных районах до 50 мм на побережье Мёртвого моря. Наибольшее количество дождевых дней приходится на январь-февраль. В эти месяцы относительная влажность составляет в среднем 72 %, тогда как в июне — 47 %. Грозы бывают редко, в среднем 7 дней в году.
Среднегодовая температура на побережье Средиземного моря 20 °C, в горных районах снижается до 15-16 °C. Самый жаркий климат имеет южная часть страны, где среднегодовая температура превышает 22 °C, а средняя температура самого жаркого месяца 30 °C. Зимой бывают отрицательные температуры; абсолютный минимум температуры достигает −4 °C на высоте 750 м.
В центральных районах страны, на высоте примерно 750—800 м, при среднегодовой температуре 17 °C, рядовые месячные показатели колеблются от 9 °C в январе до 24 °C в августе . Здесь более 300 дней в году удерживается температура свыше 15 °C, а 160 дней — свыше 25 °C.

### Ветры
В основном ветры северные и западные: летом дуют северные и северо-западные, зимой — северо-восточные. Весной и в начале лета с юга и юго-востока дует жаркий и сухой ветер хамсин, который сильно повышает температуру и сухость воздуха и отрицательно влияет на растительность. В Негеве бывают пыльные бури (в среднем 12 дней в год).

## Гидрография

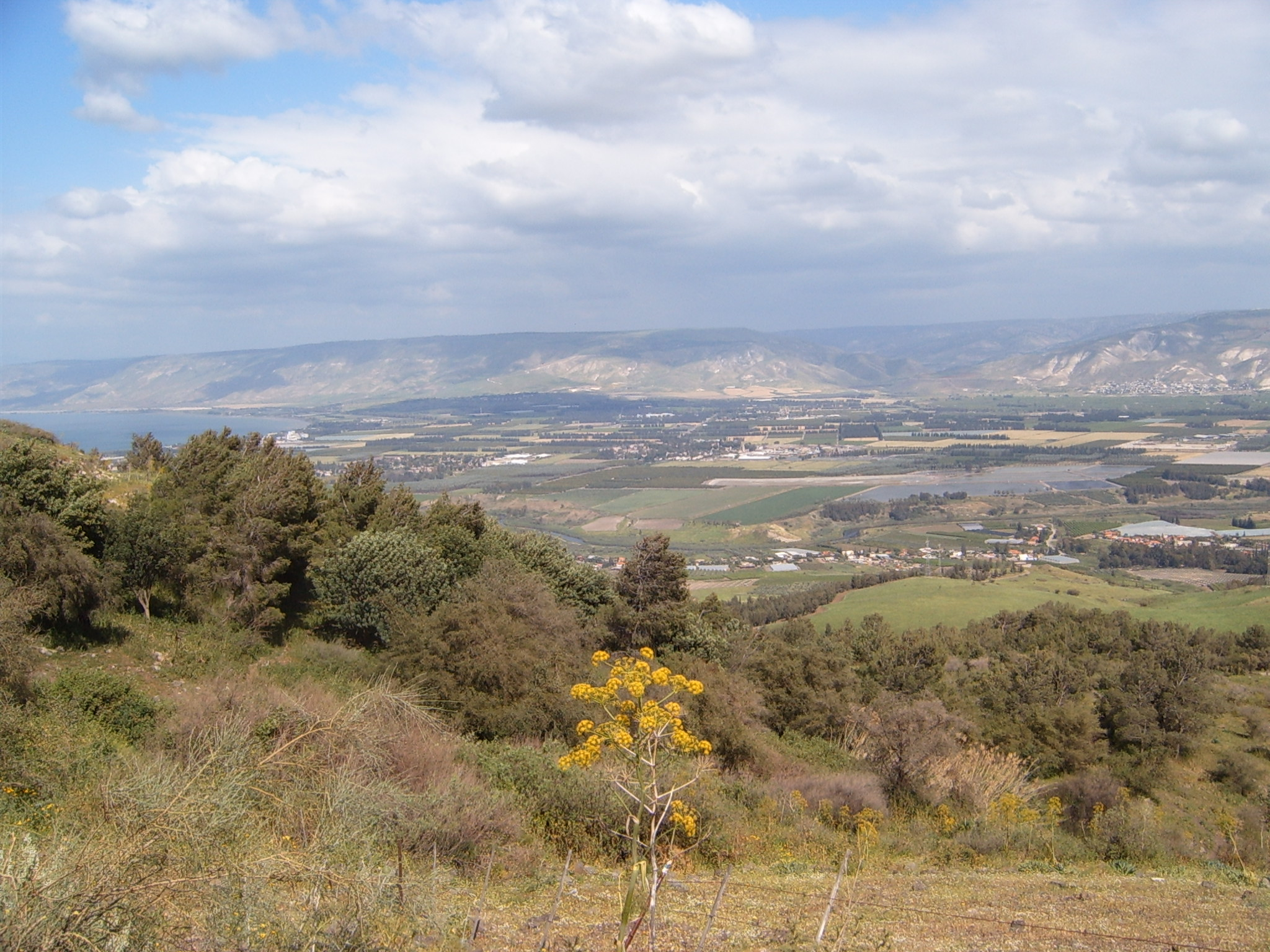
Долина реки Иордан, Галилея

Ресурсы пресной воды в стране оцениваются в 1 800 млн м³ в год, из которых 1 100 млн м³ дают малые реки и источники, 320 млн. — израильская часть Иордана, 200 млн. — водостоки бассейна реки Яркон. Пресную воду получают также путём опреснения морской воды и очистки сточных вод. Основным резервуаром системы водоснабжения страны служит Тивериадское озеро (примерно 4 млрд м³), от которого идёт водопровод протяжённостью 142 км до города Рош-ха-Аин, где он соединяется с водопроводом Яркон-Негев (109 км). Немногочисленные реки западной части страны принадлежат к бассейну Средиземного моря, большинство из них пересыхают в жаркие времена года. Восточная часть — бессточна.

### Река Иордан
На северо-востоке на дне грабена Эль-Гор (то есть Иорданской рифтовой долины) течёт самая постоянная река страны — Иордан, которая берёт исток из массива Хермон. Иордан течёт долиной Хула, протекает через Тивериадское озеро и впадает в Мёртвое море. Между Тивериадским озером и Мёртвым морем в Иордан впадает его крупнейший приток — река Ярмук. От долины Хула до Тивериадского озера Иордан протекает в узком базальтовом ущелье и имеет значительный уклон (1,2 ‰). Остаток пути он течёт аллювиальной равниной, которую иногда затапливает, образуя многочисленные меандры. Благодаря гидротехническим сооружениям, река имеет практически постоянный сток (за исключением коротких паводков).

### Озеро Кинерет

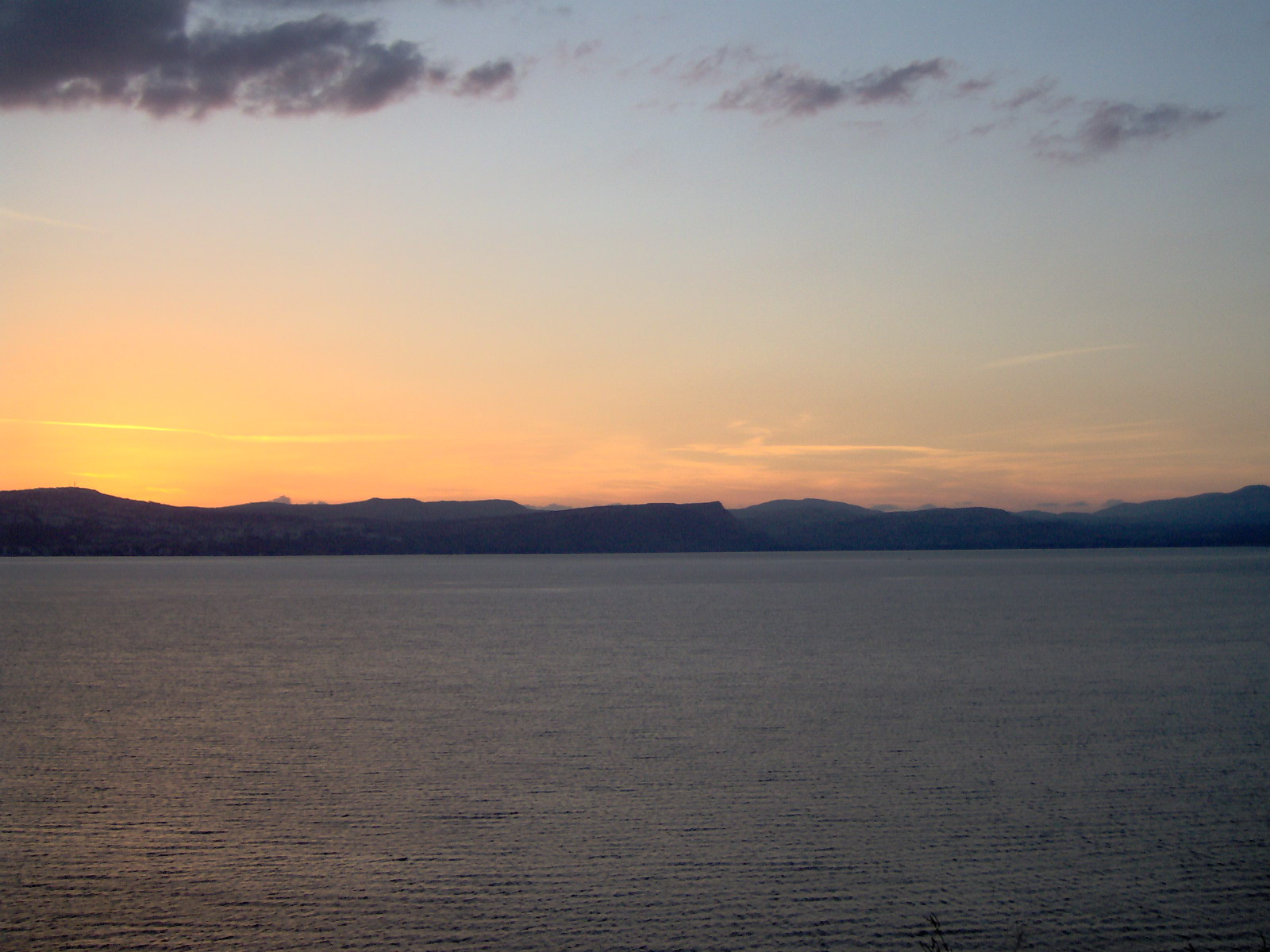
Тивериадское озеро

Озеро Кинерет имеет ряд других названий — Тивериадское озеро, Генисаретское озеро, Галилейское море. При длине в 21 км и ширине 12 км, озеро имеет глубину до 48 м. Высота зеркала — около 220 м ниже уровня моря. Несмотря на небольшую засоленность, его воды пригодны для питья и богаты рыбой.

### Мёртвое море
Мёртвое море занимает площадь примерно 1 000 км², при длине в 76 км и ширине в 16 км. Из общей площади Израиля ей принадлежит участок в 250 км². Море представляет собой бессточное солёное озеро. Из-за отсутствия стока и большого испарения содержание солей (хлористого магния, хлористого натрия и других) в воде достигает 22 % у поверхности и 33 % на глубине.

## Почвы

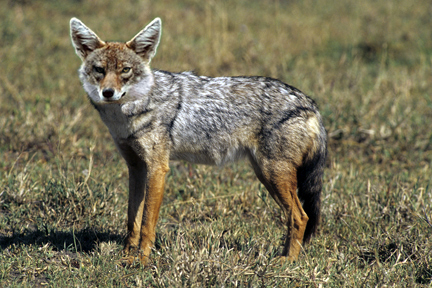
Обыкновенный шакал

В западной части страны, которая получает достаточное количество осадков, то есть на побережье и склонах гор, преобладают коричневые почвы, характерные для сухих субтропических лесов и кустарников. В центральных и восточных районах распространены горные серо-коричневые почвы, на юге — почвы субтропических пустынь. На отдельных участках на севере пустыни Негев, находящихся неподалёку от Прибрежной равнины, образовались плодородные слои лёсса. Почвы Галилеи состоят из известняков, а почвы южной Негевы — из песчаника и гранита. Некоторые горные и пустынные участки не имеют почвенного покрова. В прибрежной полосе содержание гумуса в верхнем горизонте (до 10 см) достигает 2,4 %, а на глубине в 1 м — до 0,75 %.

## Живая природа

### Животный мир

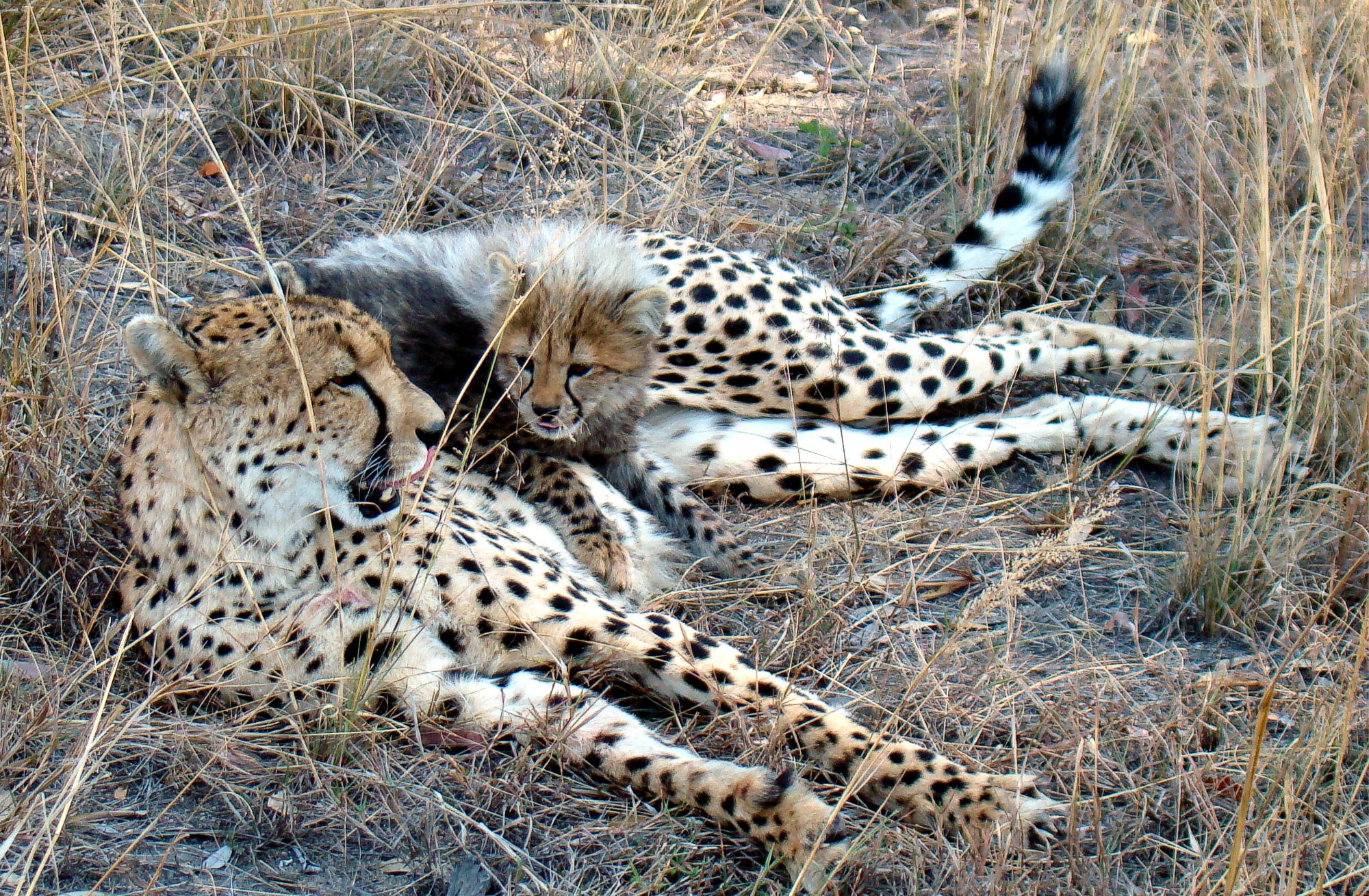
Азиатский гепард

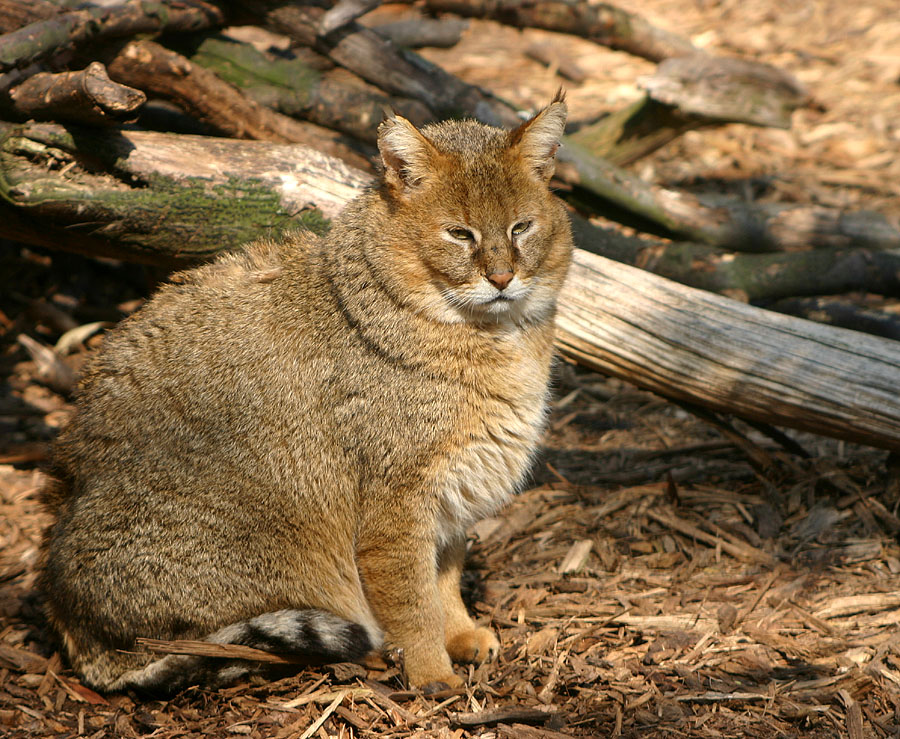
Камышовый кот

Фауна Израиля насчитывает около 100 видов млекопитающих, 500 видов птиц (из них более половины постоянно обитают на территории страны, остальные — перелётные). Почти 100 видов рептилий, из них около 30 видов змей, 7 видов амфибий.
Фауна Эрец-Исраэль в древности была значительно богаче, несколько видов крупных млекопитающих — азиатский лев (исчез в XIII веке), сирийский бурый медведь (вымер в XIX веке), гривистый баран, белый орикс, иранская лань, сирийский кулан, а также филин и нильский крокодил (истреблён в начале XX века) — исчезли в результате уничтожения лесов либо были истреблены человеком. Но всё ещё встречаются такие виды: барсук, одногорбый верблюд, газель, гривистый баран, антилопа, нубийский горный козёл, белый орикс, кабан.
Распространены черепахи: средиземноморская (Testudo graeca terrestris) и Mauremys rivulata, а исключительно в реке Александр водятся африканские триониксы (Trionyx triunguis).
В Израиле встречается свыше 30 видов змей, из них восемь ядовиты. Широко распространена палестинская гадюка Вернера (Daboia palaestinae), пёстрая эфа (Echis coloratus), встречается ящеричная змея (Malpolon monspessulanus), укус которой, смертельный для мелких животных, для человека не опасен. Одной из наиболее распространённых неядовитых змей является удавчик (Eryx)[уточнить], водятся водяной уж (Natrix tessellata), Dolichophis jugularis, свинцовый полоз (Hemorrhois nummifer).

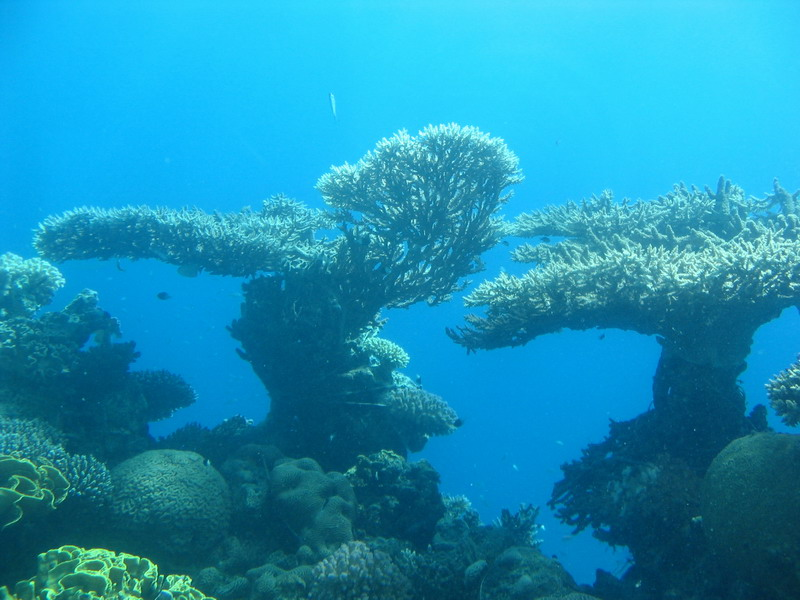
Коралловый риф Красного моря (вид из Подводной обсерватории).

В реках, впадающих в Средиземное море, водился до начала XX века нильский крокодил (Crocodilus niloticus). В коммерческих целях завезены на ряд ферм миссисипские аллигаторы.
Земноводные в Израиле в силу сухости климата представлены ограниченным числом видов. Из хвостатых земноводных встречаются Salamandra infraimmaculata и ближневосточный тритон (Ommatotriton vittatus). Бесхвостые земноводные представлены двумя видами квакш (малоазиатской и Hyla felixarabica), зелёной жабой (Bufotes viridis), сирийской чесночницей (Pelobates syriacus). Кроме того, до XX века на территории Британской Палестины водилась редкая чернобрюхая дискоязычная лягушка, которая в начале XX века была объявлена вымершей. Но в ноябре 2011 года израильские биологи обнаружили экземпляр этого вида на территории заповедника Хула, и в следующем году она дала потомство.
За последние 60 лет, в связи с увеличением площади зелёных насаждений, распространился хамелеон.
586 видов рыб обитают в водах Израиля. В Средиземном и Красном морях водятся дельфины и дюгони.
Из сухопутных беспозвоночных в Израиле многочисленны членистоногие, прежде всего — насекомые. Всего их насчитываются на территории страны десятки тысяч видов.
Территория Израиля служит промежуточным пунктом на пути перелётных птиц из Северной Европы и Азии в Африку и обратно.
В мае 2008 года Министерство экологии объявило неофициальные «выборы национальной птицы». Выбран был удод, оставивший на втором, третьем и четвёртом местах славку, щегла и певчего дрозда.

### Растительность

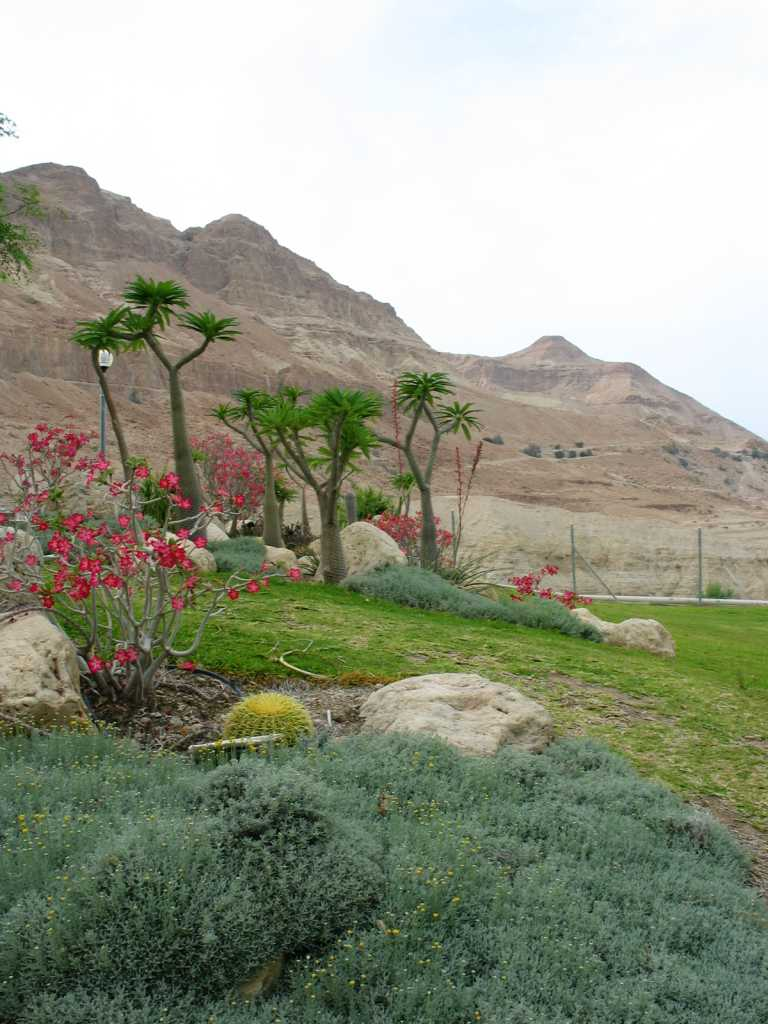
Эйн-Геди

В Израиле встречаются представители трёх растительных областей, граница которых сходятся именно здесь: Средиземноморской, Ирано-Туранской и Сахаро-Аравийской. Которые представлены в стране 2600 видами растений, относимых приблизительно к 700 родам, входящим в 115 семейств. Из них 150 встречаются исключительно в Израиле.
В стране созданы национальные парки (83 по состоянию на 2011 год), а также около 160 заповедников и ландшафтных заказников.
70 % современных израильских лесов посажены в XX веке. В 1948 году в стране насчитывалось около 4,5 млн деревьев, а в конце 1990-х гг. — более 200 млн. Израиль это одна из немногих стран, где зелёная площадь не уменьшается, а увеличивается.
Лесные участки встречаются в Галилее, Самарии, на Иудейских холмах и на горной гряде Кармель. 60 % территории Израиля — пустыня, из остальных 40 % больше половины — каменистая почва холмов и горных районов.
Наиболее распространённые деревья: кипарис, олива, дуб, рожковое дерево, сикомора, инжир, лавр, мирт, гранат. Довольно широко распространены посадки эвкалипта.
С 1965 года действует Управление по охране природы, которое следит за сохранностью ландшафтов совместно с Обществом по защите окружающей среды.
В лесопосадках чаще всего сажают альпийскую сосну, акацию и эвкалипт, в то время как для озеленения населённых пунктов используют кипарис, казуарину, фикус, тамариск, олеандр и фисташку.

## Влияние человека на окружающую среду

### Проблемы

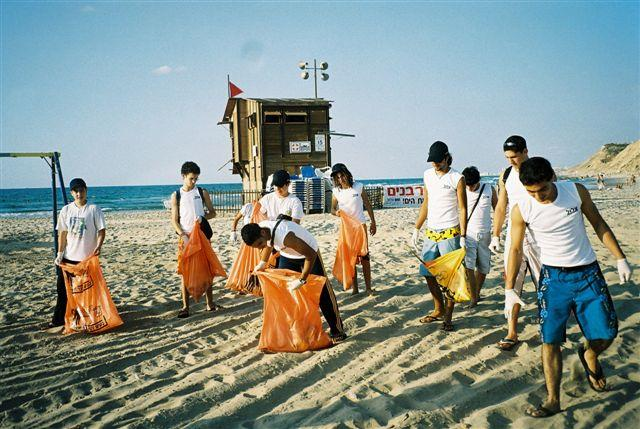
Сбор мусора на израильском пляже

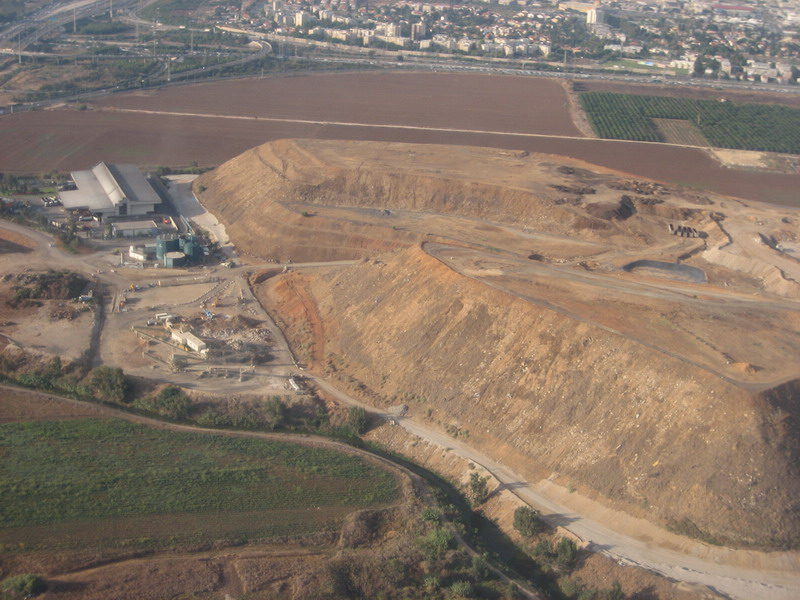
Свалка Хирия около Тель-Авива

Израиль страдает от целого ряда проблем окружающей среды, включая как естественные угрозы, так и рукотворные, связанные с деятельностью человека. Природные угрозы включают пыльные бури, часто бывающие весной на засушливом юге страны; засухи в течение летних месяцев, неожиданные наводнения, особенно опасные в низменных пустынных районах из-за отсутствия системы предупреждения, и частые землетрясения, связанные с наличием грабена Эль-Гор на территории страны.
Многие проблемы связаны с быстрым ростом населения в стране и связанного с ним увеличения площади застройки и земель сельскохозяйственного назначения. В результате в стране не хватает пахотных земель и пресной воды. Для увеличения площади сельскохозяйственных земель были проведены работы по ирригации пустынь, однако это требует большого количества воды, весьма ценной в стране. Также уничтожение естественного растительного покрова и количества подземных вод приводит к опустыниванию.
В условиях нехватки пресной воды особенно остро стоит проблема загрязнения подземных вод, связанного с выбросами промышленных предприятий, использованием удобрений и интрузией морской воды из-за чрезмерного использования резервуаров подземных вод. Сейчас, наряду с работами по улучшению очистки сточных вод, выполняются работы по реабилитации ранее загрязнённых территорий.
Ещё одной современной проблемой, которая существенно обострилась в начале XXI века, является загрязнение воздуха, связанное с энергетикой, транспортом и промышленностью. Использование бедного на серу топлива в тепловой энергетике снизило количество диоксида серы в выбросах, однако увеличение числа автомобилей на дорогах привело к новому источнику загрязнения. Внедрённые в последние годы запрет на использование свинца (в составе тетраэтилсвинца) в добавках к бензину, начало использования каталитических конвертеров и уменьшения содержания серы несколько ослабили проблему, но неспособны её полностью решить.
Увеличение численности населения также привело к увеличению количества твёрдых отходов. Однако эта проблема уменьшила остроту в начале XXI века, когда большинство нелегальных свалок были уничтожены и заменены контролируемыми и безопасными для окружающей среды. Однако небольшие размеры страны ограничивают создание свалок, и сейчас правительство пытается максимально продвигать программы переработки отходов.
В Израиле также проводилось или планируется несколько программ по изменению окружающей среды. Одним из примеров является осушение болот и озера Хула в долине Хула для нужд сельского хозяйства в 1950-х годах. Однако, эти действия, вкупе с освобождением земель для сельского хозяйства, привели к деградации почв, и в результате озеро (Агамон-ха-Хула) было частично восстановлено. Другим примером является предлагаемое строительство «Канала Двух морей», включающего опреснение воды из Красного моря и переправка её через долину Арава до Мёртвого моря с целью ирригации пустыни Негев и восстановления исторического уровня Мёртвого моря, который понизился из-за использования большей части стока реки Иордан для ирригации.

### Охрана природы

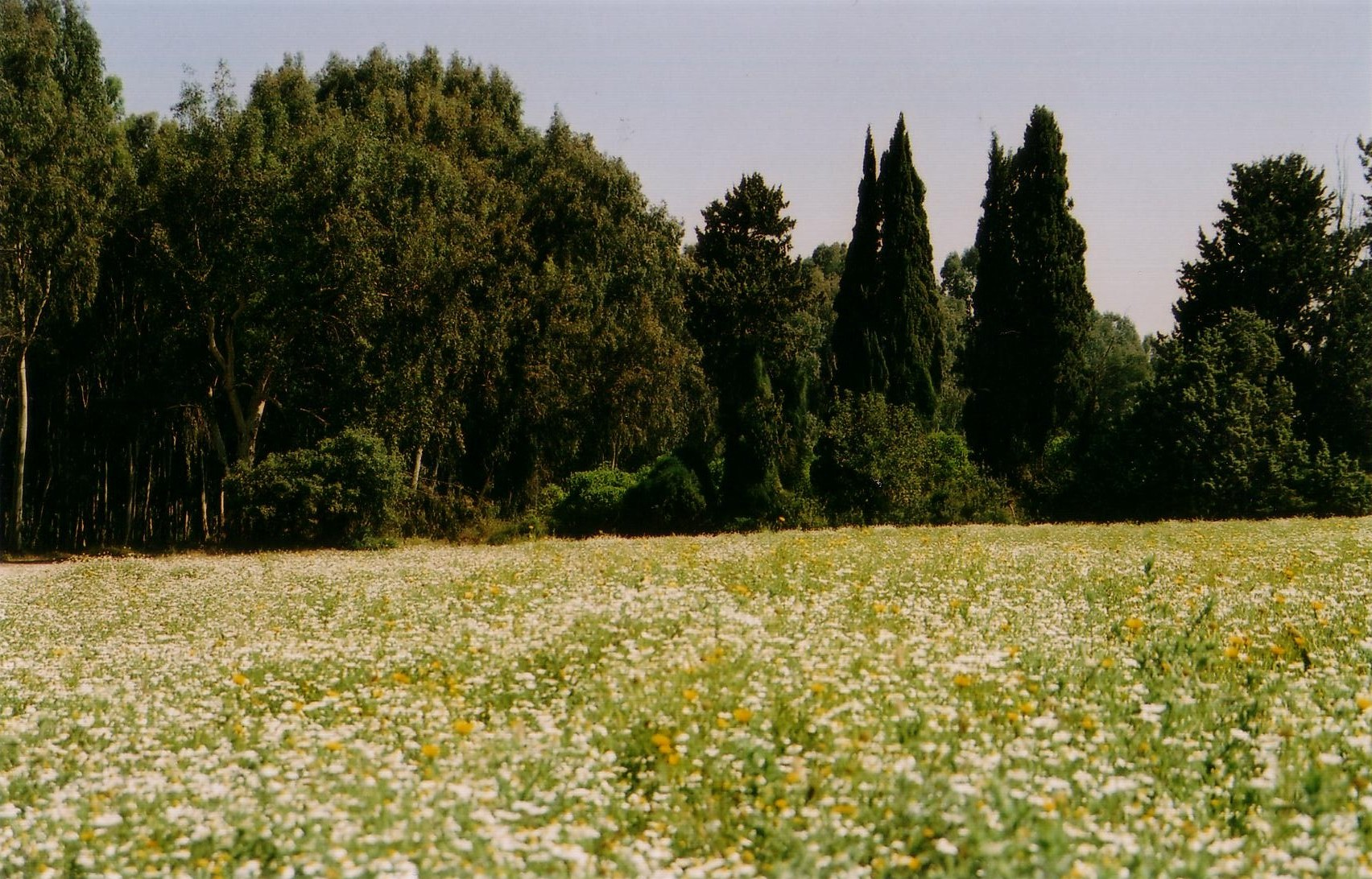
Национальный парк Шарон

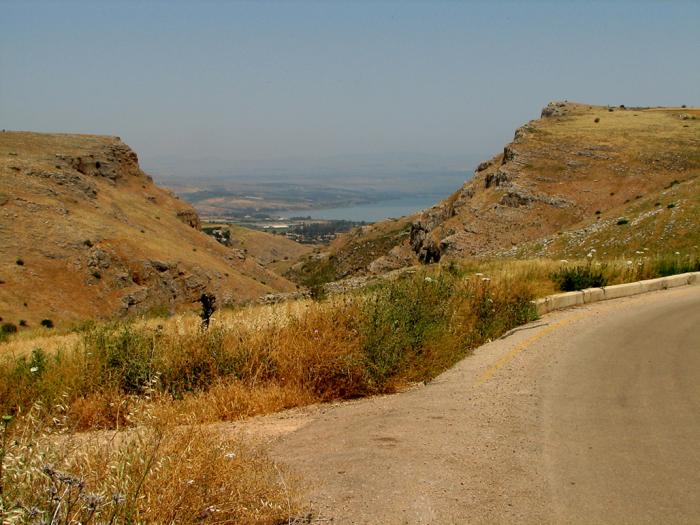
Национальный парк Гора Арбель

Главной проблемой сохранения окружающей среды является большая плотность населения и небольшое количество свободных земель, последние из которых быстро исчезают. Поэтому несколько организаций, такие как Еврейский национальный фонд, Израильское общество охраны природы и Администрация природы и парков не только охраняют определённые участки, но и активно занимаются восстановлением уже практически уничтоженных экосистем. В частности, одной из программ Еврейского национального фонда являются посадки лесов, что привело к значительным результатам: в 1948 году, на момент провозглашения независимости, в стране было около 5 млн деревьев, сейчас это число увеличилось до 200 млн. По плану, принятому в 1995 году, площадь лесонасаждений планируется довести до 1650 км².
Природоохранные территории занимают около 3 % площади прибрежной равнины и центральных холмов, и около 20 % площади пустынь. Только на прибрежной равнине существует 105 официальных природоохранных территорий в статусе национальных парков и природных резервов. Однако, в основном природоохранные территории небольшие, часто включают вместительные парки или парки, созданные вокруг исторических мест; 63 % из них меньше 1 км², а ещё 25 % меньше 10 км². В результате важной проблемой становится фрагментация мест обитания животных и растений. Хотя большинство живых существ сейчас живёт за пределами охраняемых территорий, исчезновение открытых пространств оставляет официальные природоохранные территории практически единственным местом для них, однако эти территории слишком малы и не оказывают достаточной защиты от воздействия окружающих территорий. Сейчас Еврейским национальным фондом и Администрацией природы и парков проводятся программы по ревизии ещё свободных земель с целью сохранить важнейшие из них, но достаточность этих мер остаётся сомнительной.
Недостаток водных ресурсов и ненадлежащее состояние пожарной охраны привело к ряду пожаров в заповедниках на территории Израиля. Крупнейшим из которых стал пожар в декабре 2010 года, повлёкший человеческие жертвы и полностью уничтоживший заповедник «Хай Бар» и национальный парк «Кармель».
В настоящее время выработана программа защиты населённых пунктов от лесных пожаров, предусматривающая вырубку лесных насаждений в пределах 25 метров от городов и значительное прореживание лесных насаждений на расстоянии от 25 до 50 метров. Также было объявлено о создании эскадрильи «Эльад» из шести специальных самолётов.

## География населения

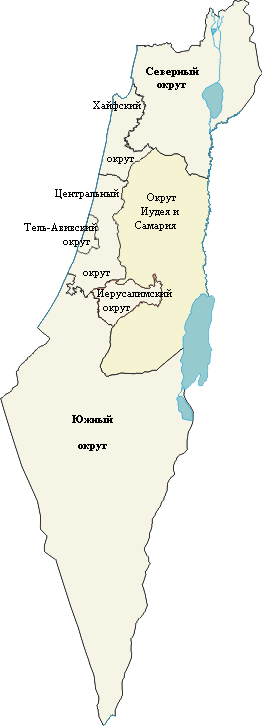
Округа Израиля

### Плотность и распределение населения
На 2007 год население Израиля составляло 7,18 млн жителей, а плотность населения достигла 324 км−2. Гуще заселено побережье возле Тель-Авива и район Иерусалима (более 1200 км−2), наименьшее — пустыня Негев (40 км−2) и Голанские высоты (31 км−2). Еврейское население доминирует в городах центра страны и в южных районах, тогда как в Северной Галилее весьма высокий процент арабского населения.
Всего в Израиле 74 города (за несколькими исключениями, такой статус получают все поселения с населением свыше 20 тыс.), 14 из них имеют население свыше 100 тыс. Остальная территория организована в 144 местных совета, управляющие поселениями с населением свыше 2 тыс. и 53 районных совета, управляющие меньшими поселениями, но большими территориями.
Помимо собственно территории Израиля, 242 израильских поселения расположены на территории Западного берега, 42 на Голанских высотах и 29 в Восточном Иерусалиме.

### Городские районы
Израиль — достаточно урбанизированная страна, 92 % её населения живёт в поселениях с населением свыше 10 тыс. человек. Доля городов с населением свыше 100 тыс. увеличилась с 10 в 1983 году до 14 в 2006 году, а доля населения, проживающего в этих городах, достигла примерно половины населения страны. Для статистических целей страна разбита на три агломерации: Гуш-Дан (Тель-Авив, 3,15 млн.), Хайфа (996 тыс.) и Беэр-Шева (531 тыс.), хотя в качестве агломераций часто также выделяют Иерусалим (крупнейший город с населением 732 тыс.) и Назарет.
Крупнейшие города страны:
- Иерусалим — 732 тыс. (включая Восточный Иерусалим), столица страны, расположенная на холмах Иудеи, культурный и политический центр страны и еврейского народа со времён царя Давида, который сделал его столицей около 3 тыс. лет назад;
- Тель-Авив (или Тель-Авив-Яффо) — 376 тыс., современный город, основанный в 1909 году на побережье Средиземного моря, центр крупнейшей агломерации страны Гуш-Дан, её финансовый, торговый и культурный центр, где находятся посольства большинства стран, поддерживающих дипломатические отношения с Израилем;
- Хайфа — 267 тыс., культурный и исторический центр крупной агломерации, центр тяжёлой промышленности, крупнейший порт страны;
- Ришон-ле-Цион — часть агломерации Гуш-Дан, основанный в 1882 году выходцами из Российской империи, преимущественно «спальный район» Тель-Авива;
- Ашдод — 207 тыс., современный город, основанный в 1956 году и построенный по единому плану на юге средиземноморского побережья страны (хотя участок был населён и в доисторические времена), второй по величине порт страны;
- Беэр-Шева — крупнейший город пустыни Негев, на начало 2020 года население составляло 209 687 человек, исторически — стратегический участок, сейчас населён преимущественно евреями — выходцами из арабских стран и СССР.

### Сельские районы

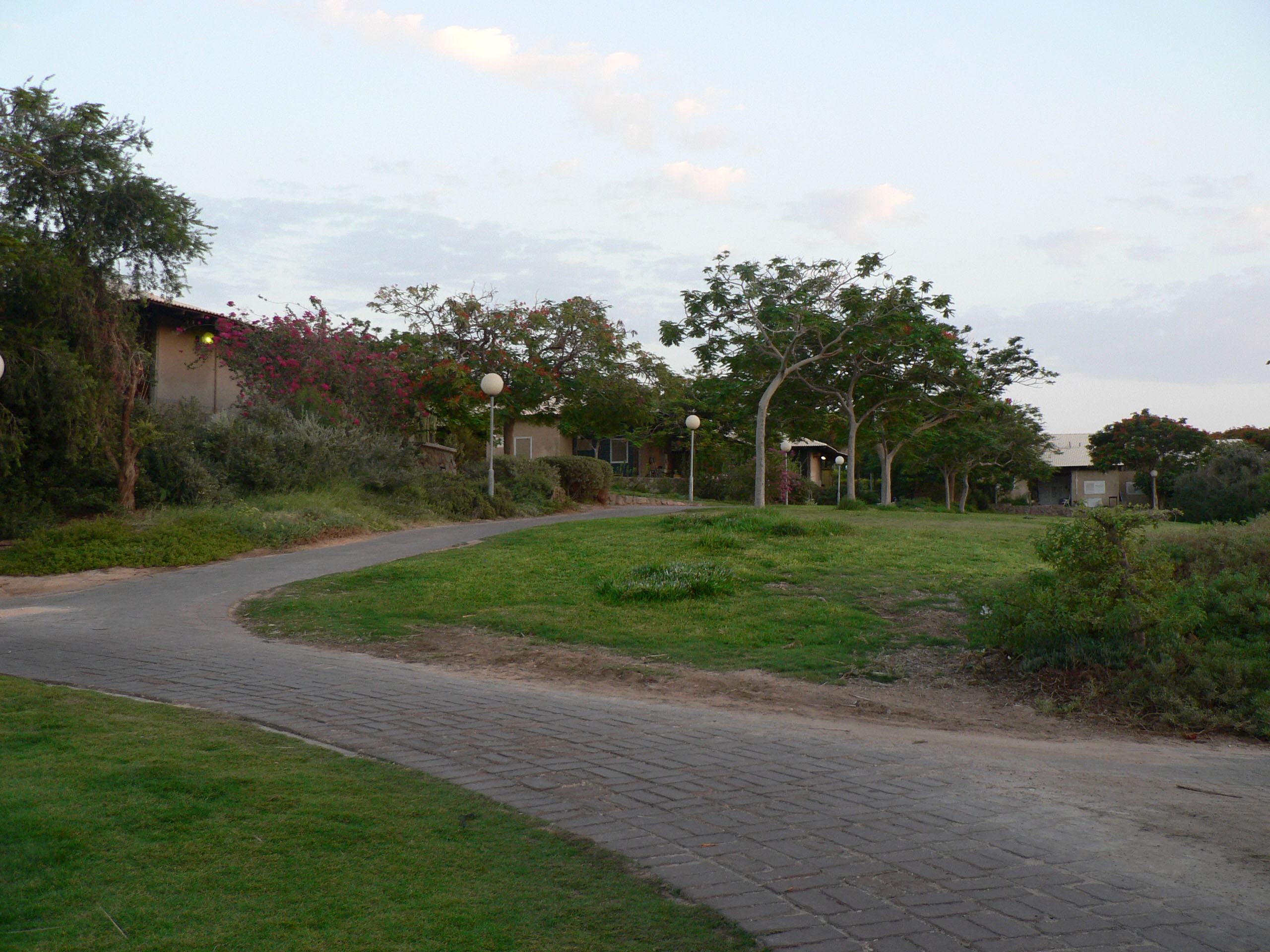
Кибуц Йотвата

В сельских районах проживает около 8 % населения Израиля. Многие типы сельских поселений страны уникальны для этой страны, в частности это мошав и кибуц. На 2002 год в стране насчитывалось 976 сельских поселений с общим населением 556 тыс., из них 199 тыс. населяли 409 мошаве, а 115 тыс. — 268 кибуцев. Сначала оба типа поселений были коллективными и кооперативными поселениями соответственно, но со временем по мере роста благосостояния кооперация между жителями снизилась, а в некоторых из них кооперация исчезла совсем. Последние поселения известны как мошавот, их жители являются единоличными собственниками земли. Остальные поселения населены арабами, преимущественно оседлыми бедуинами, а около 40 % бедуинов все ещё кочуют со стадами овец и коз.
На территории Израиля в качестве пахотных земель используются 17 % площади, для садов и других постоянных посадок — 4 %, для других целей — 79 %. К 2003 году 1940 км² или около 10 % территории страны было ириговано.

### Экономическое районирование

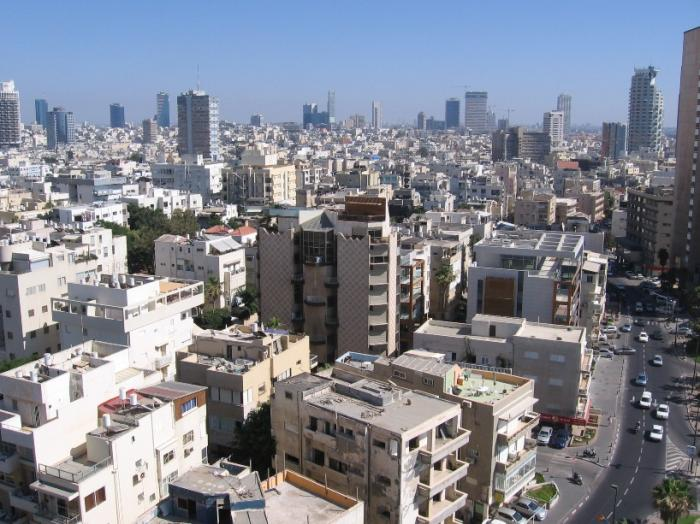
Тель-Авив

В Израиле выделяют несколько экономических районов. Тель-Авив и его окрестности — ядро промышленной, финансовой, торговой и культурной жизни, в котором также местами ведётся интенсивное сельское хозяйство.
Второй район сформировался вокруг Хайфы, главного морского порта страны и центра тяжёлой индустрии. В этом районе, который тянется на восток до долины Изреель и холмов Галилеи, развиты сельское, рыбное и лесное хозяйство, а также промышленность и судоходство.
Иерусалим и его окрестности составляют третий экономический район.
Четвёртый экономический район охватывает весь юг и занимает две трети площади страны. Он простирается от средиземноморского порта Ашдод на западе до Мёртвого моря на востоке, а на юге достигает Эйлата.

## Полезные ископаемые

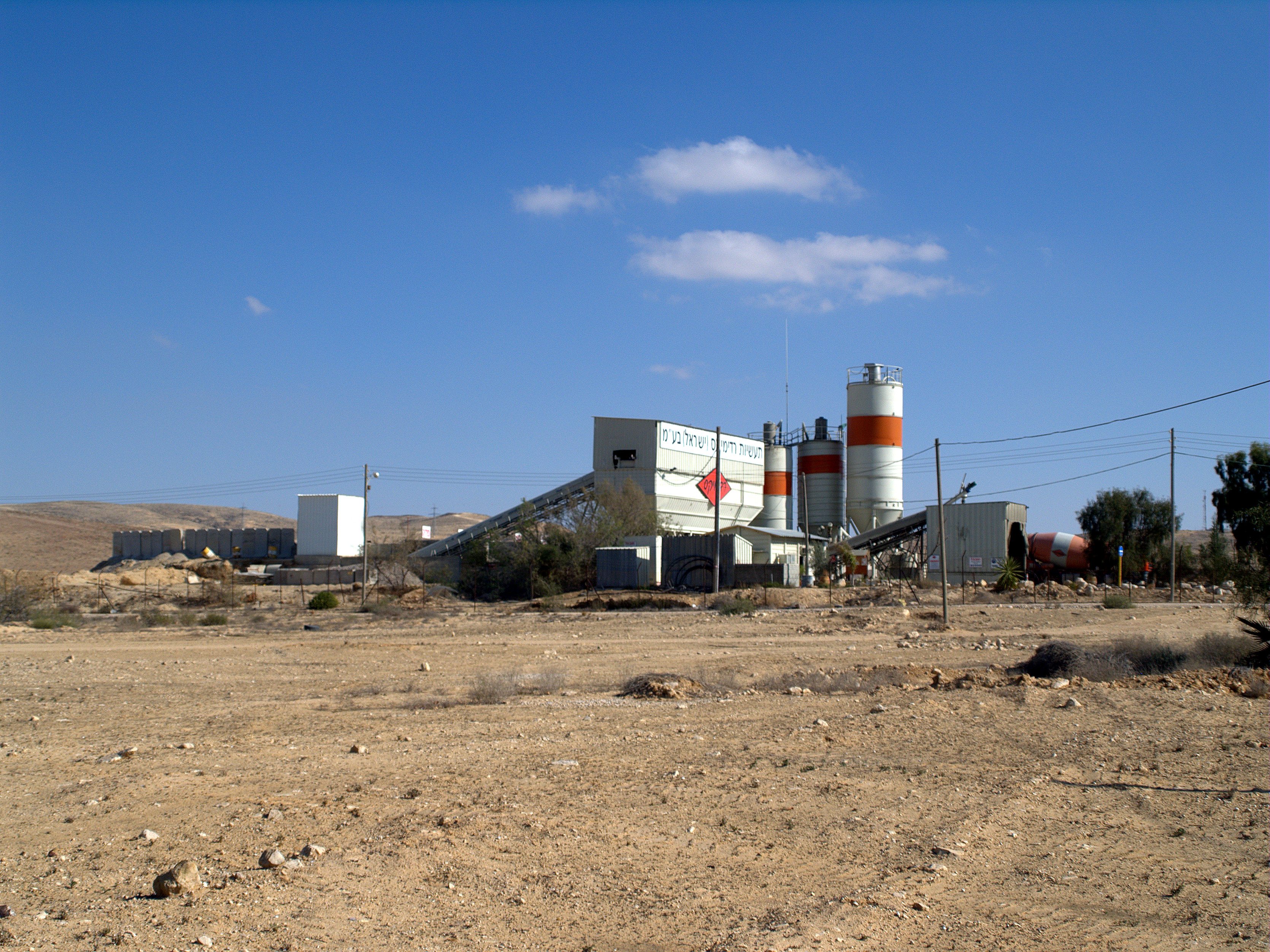
Цементный завод в пустыне Негев

В Негеве находятся крупные месторождения фосфоритов, откуда продукция доставляется по железной дороге в обрабатывающие предприятия, расположенные в районе Хайфы. В 2003 году было добыто около 1 млн т фосфатных руд, что ставит Израиль на 8-е место в мире по их добыче. Из вод Мёртвого моря извлекают калийные, натриевые и бромные соли, используемые в сельском хозяйстве и фармацевтической промышленности. Так, производство калийной соли в 2003 году составило 2,05 млн т, большая часть добычи идёт на экспорт. Медные рудники в Михрот-Тимни (место легендарных «копей царя Соломона») были открыты для эксплуатации в 1955 году, но в 1976 году, после падения мировых цен на медь, были законсервированы.
В Негеве добывают глины для производства кирпича и черепицы, строительный камень, мрамор и кварцевый песок для стекольной промышленности. Во многих карьерах ведутся разработки мергелевых глин, используемых для изготовления цемента.
В верхнемеловых отложениях встречаются залежи битумов. Также в стране имеются месторождения железной, хромовой и марганцевой руд, торфа, на крайнем юге страны — драгоценные камни. В пустыне Негев есть небольшие запасы горючих сланцев и слюды.
В стране есть небольшие запасы нефти (1,92 млн баррелей по состоянию на 2002) и природного газа (45 млрд м³, 2003 год). Объём добычи нефти неуклонно сокращается (с 550 тыс. т в 1996 году до 5 тыс. т в 2003 году). Сейчас ведутся работы по использованию в качестве топлива глинистых сланцев. Кроме того, в качестве источника энергии широко используется солнечная энергетика (прежде всего для нагрева воды в домах), а в пустыне Негев ведётся строительство большой солнечной электростанции.
В 2000-е годы на шельфе Средиземного моря вблизи морской границы Ливана с Израилем было обнаружено крупное нефтегазовое месторождение, получившие из-за своих масштабов название «Левиафан». Потенциал месторождения оценивается в 4 млрд баррелей нефти и 453 млрд кубометров природного газа.